# 里吉河
47°04′07″N 8°31′32″E / 47.06869°N 8.52550°E

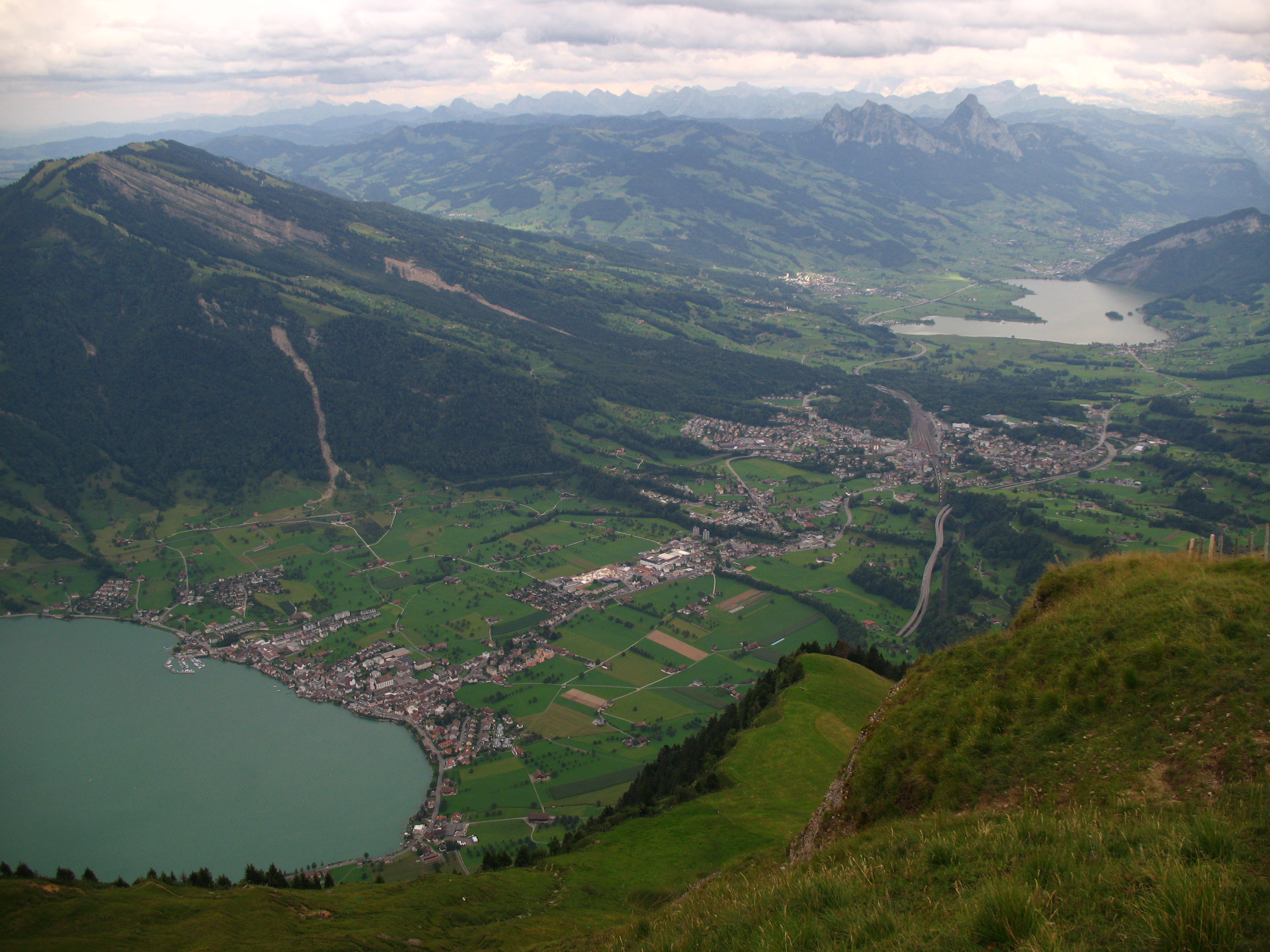

里吉河是瑞士的河流，位於該國中部，流經施維茨州，屬於洛爾澤河的支流，河道全長11公里，流域面積17.9平方公里，發源自里吉山，最終在阿爾特注入楚格湖。